# Calamaria ingeri
Calamaria ingeri là một loài rắn trong họ Rắn nước. Loài này được Grismer, Kaiser & Yaakob mô tả khoa học đầu tiên năm 2004.